# Vale do Azinhal
O Vale do Azinhal é um vale localizado na freguesia dos Biscoitos, concelho da Praia da Vitória, ilha Terceira, arquipélago dos Açores.
É atravessado pela Ribeira do Vale do Azinhal d Aloja-se no sopé do Pico das Pardelas